# Công tước xứ Normandie

Huy hiệu của Công quốc Normandy

Công tước xứ Normandy (tiếng Pháp: Duc de Normandie; tiếng Anh: Duke of Normandy) là tước vị của những nhà cai trị Công quốc Normandy ở Tây Bắc nước Pháp vào thời kỳ Trung cổ. Công quốc này được thành lập vào năm 911, sau khi Vua Charles III của Pháp phong đất cho thủ lĩnh người Viking là Rollo. Hoàng gia Pháp đã 2 lần cho phép công quốc này mở rộng lãnh thổ của mình vào các năm 924 và 933. 
Các hậu duệ nam giới của Rollo tiếp tục cai trị Công quốc Normandy cho đến năm 1135. Năm 1202, Vua Philippe II của Pháp tuyên bố Normandy là một thái ấp bị mất và đến năm 1204, quân đội của ông đã chinh phục nó. Sau đó, Normandy vẫn là một đơn vị cấp tỉnh của Vương quốc Pháp, vẫn được gọi là Công quốc Normandy, nhưng chỉ đôi khi được cấp cho một thành viên thuộc Vương tộc Pháp làm "apanage" (tước vị được cấp cho một hoàng tử, con thứ của vua Pháp, người không kế vị ngai vàng).
Bất chấp việc Công quốc Normandy đã bị Pháp thôn tính và sáp nhập vào thế kỷ 13, tất cả các nhà cai trị của Vương quốc Anh đều xưng mình là "Công tước xứ Normandy". Đây là tước hiệu được sử dụng cho dù quân chủ Anh là Vua hay Nữ vương.

## Lịch sử tước hiệu

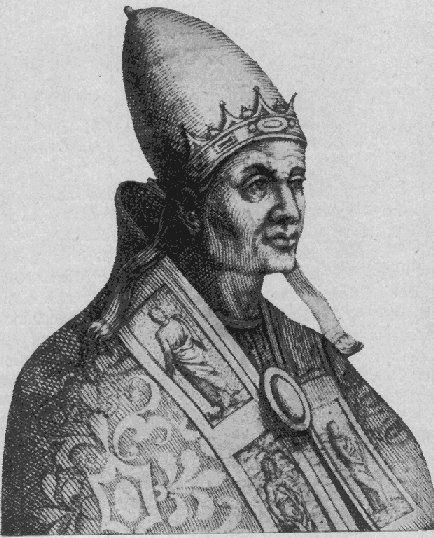
Giáo hoàng Biển Đức VIII, người được tương truyền đã phong tước hiệu Công tước xứ Normandy cho Richard II

Không có tài liệu nào nói đến việc Rollo nắm giữ hoặc sử dụng bất kỳ tước hiệu nào. Con trai và cháu trai của ông, Công tước William Kiếm dài và Công tước Richard I, đã sử dụng các tước hiệu "bá tước" (tiếng La Tinh comes hoặc consul) và "Thân vương" (Princeps). Trước năm 1066, tước hiệu phổ biến nhất của người cai trị xứ Normandy là "Bá tước xứ Normannia" (comes Normanniae) hoặc "Bá tước của người Norman" (comes Normannorum). Tước hiệu Bá tước xứ Rouen (comes Rotomagensis) chưa bao giờ được sử dụng trong bất kỳ tài liệu chính thức nào, nhưng nó đã được sử dụng cho William Kiếm dài và con trai của ông bởi tác giả ẩn danh trong một bài điếu văn (planctus) về cái chết của ông. Bất chấp giả thuyết nào của người Norman về tước hiệu công tước, Adémar de Chabannes vẫn gọi người cai trị Norman là "Bá tước xứ Rouen" vào cuối những năm 1020. Vào thế kỷ XII, nhà sử học người Iceland là Ari Thorgilsson trong Landnámabók của ông đã gọi Rollo là Ruðu jarl (Bá tước xứ Rouen), đây là dẫn chứng  duy nhất được chứng thực trong tiếng Bắc Âu cổ, mặc dù đã quá muộn để trở thành bằng chứng cho các tài liệu ở thế kỷ thứ X. Nhà sử học người Norman cuối thế kỷ XI, William xứ Poitiers đã sử dụng tước hiệu "Bá tước xứ Rouen" cho những nhà cai trị người Norman cho đến Richard II. Mặc dù các tài liệu tham khảo về các nhà cai trị Norman đề cập đến tước vị này tương đối thưa thớt và chỉ giới hạn trong các nguồn tường thuật, nhưng vẫn thiếu bằng chứng tư liệu về các tước hiệu của người Norman trước cuối thế kỷ thứ X.
Việc sử dụng tước hiệu công tước (dux) lần đầu tiên được ghi chép lại vào năm 1006, khi Richard II ủng hộ Tu viện Fécamp. Trước đó, nhà văn Richerus đã gọi Richard I là dux pyratorum, nhưng nó chỉ có nghĩa là "thủ lĩnh của những tên cướp biển" chứ không phải là một tước hiệu. Trong thời trị vì của Richard II, tể tướng của triều đình Pháp bắt đầu gọi người cai trị Norman là "Công tước của người Norman" (dux Normannorum). Ngay từ thời trị vì của Công tước William II (1035–1087), người cai trị Normandy có thể tự phong mình là "Thân vương và Công tước, Bá tước xứ Normandy" vì họ không chắc chắn về tước vị của mình. Từ tương đương trong tiếng La Tinh của "Công tước xứ Normandy" là "dux Normanniae", được sử dụng vào năm 1066, nhưng nó không thay thế "dux Normannorum" cho đến thời kỳ Angevin (1144–1204), vào thời điểm mà bản sắc của người Norman đang mờ dần.
Richard I đã thử sử dụng tước hiệu "hầu tước" (marchio) ngay từ năm 966, Vua Lothaire của Pháp cũng sử dụng tước hiệu này. Richard II thỉnh thoảng cũng sử dụng nó, nhưng ông có vẻ thích tước hiệu công tước hơn. Chính sự ưa thích này của ông đối với tước hiệu công tước đã khiến các nhà sử học tin rằng đó là tước hiệu "tự phong" của các nhà cai trị Norman. Chắc chắn nó không được vua Pháp ban cho họ. Vào thế kỷ XII, Tu viện Fécamp lan truyền thông tin rằng tước vị Công tước xứ Normandy đã được trao cho Richard II bởi Giáo hoàng Benedict VIII (trị vì 1012–24). Các tể tướng của triều đình Pháp không thường xuyên sử dụng tước vị này cho đến sau năm 1204, khi Công quốc Normandy bị tước vương quyền.
Lý do thực tế cho việc sử dụng một tước hiệu cao hơn Bá tước là vì các nhà cai trị của xứ Normandy bắt đầu trao tước hiệu Bá tước cho các thành viên trong gia tộc của họ, bản thân nhà cai trị có tước hiệu bá tước không thể phong tước hiệu bá tước cho người khác, chỉ có thể phong các tước vị thấp hơn. Việc tạo ra các Bá tước phụ thuộc vào người cai trị Normandy đòi hỏi người sau phải có một tước hiệu cao hơn. Quá trình tương tự đã được thực hiện ở các Thân vương quốc khác của Pháp vào thế kỷ XI, khi tước hiệu Bá tước được sử dụng rộng rãi hơn và do đó đã bị mất giá trị. Các nhà cai trị Norman tuy vẫn giữ tước hiệu bá tước cho gia đình công tước và không có bất cứ ai nằm ngoài gia tộc Normandy được cấp một bá quốc trong lãnh địa của họ, cho đến khi Helias xứ Saint-Saens được Henry I của Anh phong làm Bá tước xứ Arques vào năm 1106.

## Danh sách Bá tước xứ Rouen (911–996)

### Nhà Normandy
| Cha | Tên Lifespan                                                                        | Reign                                     | Quan hệ với người tiền nhiệm                              |
| --- | ----------------------------------------------------------------------------------- | ----------------------------------------- | --------------------------------------------------------- |
|     | Rollo (Rollon) k. 835/870 – 928/933                                                 | 911–928                                   | Được trao quyền cai trị bởi Hiệp ước Saint-Clair-sur-Epte |
|     | William Kiếm dài (Gllâome I) 893 - 17 tháng 12 năm 942                              | 927–17 tháng 12 năm 942                   | Con trai của Rollo                                        |
|     | Richard I the Fearless (R'chard Sans-Peux) 28 tháng 8 năm 932 - 20 tháng 11 năm 996 | 17 tháng 12 năm 942 - 20 tháng 11 năm 996 | Con trai của William Kiếm dài                             |

## Danh sách Công tước xứ Normandy (996–1204)

### Nhà Normandy (996–1114)
| Chân dung | Tên Lifespan                                                                               | Cai trị                                  | Hôn nhân | Quan hệ với người tiền nhiệm                  | Tước vị khác        |
| --------- | ------------------------------------------------------------------------------------------ | ---------------------------------------- | --- | --------------------------------------------- | ------------------- |
|           | Richard II Tốt bụng (R'chard le Bouon) 978 - 28 tháng 8 năm 1026                           | 996–1026                                 | (1) Judith xứ Brittany có 6 người con (m.1000; chết năm 1017) (2) Popia xứ Envermeu có 2 người con (m.1017)                    | Con trai của Richard I                        |                     |
|           | Richard III (R'chard III) 997/1001 - 06 tháng 08 1027                                      | 28 tháng 8 năm 1026 - 6 tháng 8 năm 1027 | never married | Con trai của Richard II                       |                     |
|           | Robert I Nguy nga (Robèrt le Magnifique) 22 tháng 6 năm 1000 - 1–3 tháng 7 năm 1035        | 1027–1035                                | Không bao giờ kết hôn Có mối quan hệ ngoài hôn nhân với Herleva một con trai hoặc một con trai và một con gái                  | Em trai của Richard III                       |                     |
|           | William II Kẻ chinh phục (Gllâome le Contchérant) 3 tháng 7 năm 1035 - 9 tháng 9 năm 1087  | k. 1028 – Ngày 9 tháng 9 năm 1087        | Matilda xứ Flanders 10 người con (m.1051/2; died 1083)                                                                         | Con trai của Robert I                         | Vua của Anh         |
|           | Robert II Tất ngắn (Robèrt Courtheuse) k. 1051 – 3 tháng 2 1134                            | Ngày 9 tháng 9 năm 1087 - 1106           | Sybilla xứ Conversano 1 con trai (sinh 1100; mất ngày 18 tháng 3 năm 1103)                                                     | Con trai cả của William II                    |                     |
|           | Henry I Beauclerc (Henri I Beauclerc) k. 1068 – 1 tháng 12 năm 1135                        | 1106 - 1 tháng 12 năm 1135               | (1) Matilda xứ Scotland có 1 con trai và 1 con gái (sinh 1100; mất 1118) (2) Adeliza xứ Louvain không có hậu duệ (m. 1121)     | Em trai của Robert II Con trai của William II | Vua của Anh         |
|           | William (III) Clito (Gllâome Cliton) 25 tháng 10 năm 1102 - 28 tháng 7 năm 1128 (Claimant) | 1106 – 1128                              | (1) Sibylla xứ Anjou không có hậu duệ (sinh 1123; bãi bỏ 1124) (2) Joanna xứ Montferrat không có hậu duệ (sinh 1127; mất 1128) | con trai cả của Robert II                     | Bá tước xứ Flanders |

### Nhà Blois (1135 – 1144)
| Chân dung | Tên Lifespan                                        | Cai trị   | Hôn nhân                                                              | Quan hệ với người tiền nhiệm                                           | Tước vị khác |
| --------- | --------------------------------------------------- | --------- | --------------------------------------------------------------------- | ---------------------------------------------------------------------- | ------------ |
|           | Stephen I (Étienne I) 1092/1096 - 25 tháng 10, 1154 | 1135–1144 | Matilda I, Nữ công tước xứ Boulogne 5 người con (sinh 1136; mất 1152) | Cháu trai William II thông qua Adela xứ Normandy Cháu trai của Henry I | Vua của Anh  |

### Nhà Plantagenet (1144 – 1259)
| Chân dung | Tên Lifespan                                                                       | Reign                           | Hôn nhân | Quan hệ với người tiền nhiệm                              | Tước vị khác                    | Việc làm khác                                                                 |
| --- | ---------------------------------------------------------------------------------- | ------------------------------- | --- | --------------------------------------------------------- | ------------------------------- | ----------------------------------------------------------------------------- |
| | Geoffroy I the Handsome (Geffrai le Biau) 24 August 1113 – 7 September 1151        | 1144–1150                       | Matilda của Anh three children (m. 1128)                                                                                    | Son-in-law of Henri I                                     | Count of Anjou                  | Conquered Normandy from Étienne I.                                            |
| | Henri II Curtmantle (Henri Court-manté) 5 March 1133 – 6 July 1189                 | 1150 – 6 July 1189              | Aliénor của Aquitaine eight children (m. 1152)                                                                              | Son of Geoffrey I First cousin, once removed of Étienne I | King of England                 |                                                                               |
| Henry II named his son, Henry the Young King (1155–1183), as co-ruler with him but this was a Norman custom of designating an heir, and the younger Henry did not outlive his father and rule in his own right, so he is not counted as a duke on lists of dukes. |                                                                                    |                                 | |                                                           |                                 |                                                                               |
| | Richard IV the Lionheart (R'chard le Quor de Lion) 8 September 1157 – 6 April 1199 | 3 September 1189 – 6 April 1199 | Berengaria of Navarre no issue (m. 1191)                                                                                    | Son of Henri II                                           | King of England                 |                                                                               |
| | Jean I Lackland (Jean sans Terre) 24 December 1166 – 19 October 1216               | 1199 – 19 October 1216          | (1) Isabella, Countess of Gloucester no issue (m. 1189; annulled 1199) (2) Isabelle I xứ Angloulême five children (m. 1200) | Brother of Richard IV Son of Henry II                     | King of England Lord of Ireland | Lost mainland Normandy in 1204                                                |
| | Henry III (Henri III) 1 October 1207 – 16 November 1272                            | 1216 – 4 December 1259          | Eleanor of Province five children (m. 1236)                                                                                 | Son of John I                                             | King of England                 | Renounced mainland Normandy and the ducal title by the Treaty of Paris (1259) |